# Micropeza atra
Micropeza atra är en tvåvingeart som beskrevs av Cresson 1938. Micropeza atra ingår i släktet Micropeza och familjen skridflugor.
Artens utbredningsområde är New Mexico. Inga underarter finns listade i Catalogue of Life.